# おねがい、俺を現実に戻さないで! シンフォニアステージ
『おねがい、俺を現実に戻さないで! シンフォニアステージ』は、ワンダープラネットより配信されていたスマートフォン向けゲームアプリ。基本プレイ無料（アイテム課金制）。サービス期間は2020年12月10日 - 2021年6月30日。略称は『俺ステ』。コンテンツプロデュースはKADOKAWAの電撃文庫編集部が担当する。

## 概要
プレイヤーは地球とは異なる世界「ヴァースティア」に召喚された主人公となり、「ライブ」と呼ばれるリズムゲームを進める中で、ヒロインたちとともに「ヴァースティア」にアイドル文化を創生していく。
電撃文庫によるコンテンツプロデュースを謳っており、開発にあたって同レーベルから刊行されているライトノベル作品で活躍するクリエイターが多数参加しているほか、カバー楽曲として電撃文庫作品を原作としたアニメーションからの楽曲が収録されている。
加えて、いわゆるボカロPによる楽曲も収録されており、これらについてはすべての楽曲が本作と同じく電撃文庫編集部がシナリオとイラストのプロデュースを担当し2019年にサービスされていたブラウザゲーム『エンゲージプリンセス〜眠れる姫君と夢の魔法使い〜』からの流用となっている。
リリース時にプレイできた楽曲数はオリジナル楽曲2曲、カバー楽曲6曲、ボカロP楽曲（『エンゲージプリンセス』楽曲）15曲の計23曲。その後、イベント毎にオリジナル楽曲やカバー楽曲を追加したほか、ゲームシステムも随時改修される。
2021年3月にはTVアニメ『とらドラ!』とのコラボレーションイベントを開催し、同作品のキャラクターである逢坂大河・櫛枝実乃梨・川嶋亜美がゲーム内に登場した。
2021年4月30日、同年6月30日をもってサービス終了することを発表。その後、5月18日に追加されたメインストーリー第1部第2章の第21話以降はキャラクターボイスなしでの公開となった。

## ゲーム内容

### ライブ
本作品のメインとなる、リズムゲームパート。「HUGスタイル」と「PICKスタイル」の2モードでプレイすることが可能で、1曲当たりの譜面数は両モード合わせて11種類となる。

#### HUGスタイル
画面上の判定ラインに指を置いたまま、その指をスライドさせることでレーン上に流れてくるノーツを受け止めるモード。ノーツを逃さず受け止めることでスコアが加算される。譜面の難易度は「EASY」「NORMAL」「HARD」の3種類。

#### PICKスタイル
ノーツが画面上の判定ラインに流れるタイミングで端末の画面をタップする、王道のリズムゲームモード。ノーツは基本的なタップのほか、長押し、スライド、フリックといった種類がある。レーン数を「5レーン」と「７レーン」から選ぶことができ、各レーン数毎に「EASY」「NORMAL」「HARD」「EXPERT」の4種類の難易度の譜面がある。

#### 両モード共通
- 各楽曲ごとに設定されたサビ区間までに、画面左上の「テンションゲージ」を一定数まで貯めると、サビ区間で「フィーバーモード」に入り、加算されるスコアが2倍になる[7]。
- ミスの数が増えてもゲームオーバーになることがなく、楽曲の最後までプレイすることが出来る[7]。
- プレイ中はスキル発動のタイミングでキャラクター達によるカットインが入るほか、ミスした時やライブ終了時には背景のSDキャラの表情が変わる。
- ライブ終了後、一定確率でキャラクターが登場し、指でなでることでそのキャラクターの親密度が上がる。

### ストーリー
ゲームの進行に応じて、本作品の物語を読むことが出来る。「メインストーリー」「イベントストーリー」「キャラ・シンフォニアストーリー」「ショートストーリー」の4種類。

### ユニット
「ライブ」モードで使用するユニットを編成することが出来る。ユニットは1組につき5枚のカードで編成される。

### キャラ
「シンフォニア」と「キャラクター」に分かれている。

#### シンフォニア
カードの育成・強化モード。「ボイストレーニング」では素材「マイク」を使用することでカードレベルを伸ばすことが出来る。「スキルマップ」では「ソウル」や「ノヴァクォーツ」を使用し、カードのステータス強化や覚醒をすることが出来る。

#### キャラクター
キャラクターのプロフィール閲覧のほか、「ギフト」を使ってキャラクターとの親密度を上げたり、「ライブ」での衣装を変更したりすることが出来る。

### レッスン
キャラクター1人と楽曲1曲を組み合わせた後、一定時間の経過か、レッスンチケットもしくは精霊石の使用によってレッスンが完了すると、選んだ楽曲の熟練度のレベルが上がる。楽曲熟練度が上がるほど、その楽曲を「ライブ」モードでプレイする際のスコアが上昇する。

### ガチャ
精霊石を使ってカードが入手する「プレミアムガチャ」、特定のチケットを使用する「☆4確定チケットガチャ」「☆3以上確定チケットガチャ」、アシストポイントを使ってカードや各種素材を入手する「アシストポイントガチャ」がある。
ガチャでカードが重複すると、後述するアイテム交換所で使用できる「ハーモニーポイント」に変換される。

### ショップ
「アイテム交換所」「精霊石ショップ」「楽曲ショップ」に分かれている。

#### アイテム交換所
フォンヌやハーモニーポイント、精霊石を使い、各種素材やBP回復のための「ポーション」を入手することが可能。

#### 精霊石ショップ
各種有償アイテムを販売する。サービス終了発表に伴い、2021年4月30日に販売終了。

#### 楽曲ショップ
主にメインストーリー読了後に入手できる「空白の楽譜」を使い、カバー楽曲を入手することが可能。

## 登場人物
主人公（名称変更可能）
プレイヤー自身。

### プレイアブルキャラクター
アユカワユウ
声 - 内山悠里菜
キャラクターデザイン - 遠坂あさぎ
リンドリット・パフブリンガー
声 - 根本京里
キャラクターデザイン - 遠坂あさぎ
ウルルー・オースピア
声 - 菅沼千紗
キャラクターデザイン - 遠坂あさぎ
ディアマンテ・リーンウェイブ
声 - 薄井友里
キャラクターデザイン - れんた
ニーナ・ミスティリオン
声 - 松蔦杏実
キャラクターデザイン - れんた
メルブレイド・ビターミスト
声 - 風間万裕子
キャラクターデザイン - 大田優一
ロッティ・ドランギア
声 - 社本悠
キャラクターデザイン - 麦春あやみ
ラルム・スクルシェッロ
声 - 久住琳
キャラクターデザイン - 小鳥遊啓
ヤオリェン ロォ
声 - 松下真緒
キャラクターデザイン - 冬馬来彩
ノア・オリヴェリア
声 - 関口理咲
キャラクターデザイン - 閏月戈
カレッカ・マリブラ
声 - ほなみ
キャラクターデザイン - 兎塚エイジ
シホ（C4）
声 - 白砂沙帆
キャラクターデザイン - シコルスキー
ラーラ・ジュヌヴィエーヴル ファインスター三世
声 - 山根綺
キャラクターデザイン - 夕薙
ジュシー・ハイレン
声 - 川上ひろみ
キャラクターデザイン - 片瀬優
ラニ
声 - 森山由梨佳
キャラクターデザイン - こちも
エクセリカ・ハイフォート
声 - 二ノ宮ゆい
キャラクターデザイン - 紅緒
ナミナ・イルバンテ
声 - 藤井彩加
キャラクターデザイン - 紅緒
ミャーダウト・ディースワンプ
声 - 三川華月／キャラクターデザイン - 紅緒

### コラボレーションキャラクター
出典はすべて『とらドラ!』より。
逢坂大河
声 - 釘宮理恵
櫛枝実乃梨
声 - 堀江由衣
川嶋亜美
声 - 喜多村英梨

### その他キャラクター
リュカ
声 - 三澤紗千香
キャラクターデザイン - osa

## 楽曲リスト
楽曲情報については、原則として作品公式サイトの「楽曲紹介」ページに基づく。

### オリジナル楽曲
| 曲名                       | 作詞             | 作曲              | 編曲              | 歌唱                                                           | 実装日     | 備考                                                                           |
| -------------------------- | ---------------- | ----------------- | ----------------- | -------------------------------------------------------------- | ---------- | ------------------------------------------------------------------------------ |
| 上空リヴァーバレイション   | 伊藤賢           | 伊藤賢            | 伊藤賢            | ファミーリア                                                   | 2020/12/10 | ゲームのオープニングテーマ                                                     |
| CHANCE!                    | YASUHIRO（康寛） | ヒゲドライバー    | ヒゲドライバー    | ユウ（内山悠里菜） リン（根本京里） ウルルー（菅沼千紗）       | 2020/12/10 |                                                                                |
| Ringing! Ringing!          | yuiko            | 豊田雄登          | 豊田雄登          | カレッカ（ほなみ） ノア（関口理咲）                            | 2020/12/17 | イベント「見つけ出せ！聖なる夜のかくれんぼ」楽曲                               |
| White berry Xmas           | 内田ましろ       | 太田雄大          | 太田雄大          | ディア（薄井友里） ニーナ（松嶌杏実）                          | 2020/12/20 | イベント「見つけ出せ！聖なる夜のかくれんぼ」楽曲                               |
| Our only answer            | 白戸佑輔         | 白戸佑輔          | 白戸佑輔          | エクセリカ（二ノ宮ゆい） ナミナ（藤井彩加） ミャー（三川華月） | 2020/12/28 | イベント「導きの光と新たな夢」楽曲                                             |
| ひみつのショコラティエール | 真崎エリカ       | 三谷秀甫          | 三谷秀甫          | メル（風間万裕子） ラルム（久住琳）                            | 2021/2/9   | イベント「心を込めて♥スイートバレンタイン」楽曲                                |
| Let's have a party         | 遠藤アキ         | BASSICK           | BASSICK           | ラーラ（山根綺） シホ（白砂沙帆）                              | 2021/2/28  | イベント「ようこそ!我らのカフェへ♪」楽曲                                       |
| アイコトバ                 | yuiko            | 小川裕司 石倉誉之 | 石倉誉之 小川裕司 | ヤオ（松下真緒） ロッティ（社本悠）                            | 2021/4/20  | イベント「笑顔咲く 春色桜祭り」楽曲                                            |
| アーティファ               | モリタコータ     | 加藤冴人          | 加藤冴人          | ジュシー（川上ひろみ） ラニ（森山由梨佳）                      | 2021/5/11  | イベント「ゆらりゆられて♪エキゾチックライブ」楽曲 オリジナル楽曲では最後の実装 |

### カバー楽曲
2000年代後半～2010年代前半に放送された電撃文庫原作アニメの主題歌が収録される傾向にある。
| 曲名                   | 作詞                       | 作曲       | 編曲       | 歌唱                                                     | 原曲アーティスト                                                   | 実装日     | 備考                                                      |
| ---------------------- | -------------------------- | ---------- | ---------- | -------------------------------------------------------- | ------------------------------------------------------------------ | ---------- | --------------------------------------------------------- |
| No buts!               | 川田まみ                   | 中沢伴行   | 森田友梨   | ラルム（久住 琳）                                        | 川田まみ                                                           | 2020/12/10 | TVアニメ『とある魔術の禁書目録Ⅱ』 前期オープニングテーマ  |
| 撲殺天使ドクロちゃん   | 水島努                     | 高木隆次   | BASSICK    | ラーラ（山根 綺）                                        | ドクロちゃん（千葉紗子）                                           | 2020/12/10 | TVアニメ『撲殺天使ドクロちゃん』 オープニングテーマ       |
| DAYS of DASH           | 畑亜貴                     | 白戸佑輔   | 藤代佑太郎 | ロッティ（社本 悠）                                      | 鈴木このみ                                                         | 2020/12/10 | TVアニメ『さくら荘のペットな彼女』 前期エンディングテーマ |
| Burst The Gravity      | 黒崎真音 motsu（ラップ詞） | 八木沼悟志 | 片山将太   | ノア（関口理咲）                                         | ALTIMA                                                             | 2020/12/10 | TVアニメ『アクセル・ワールド』 後期オープニングテーマ     |
| 旅の途中               | 小峰公子                   | 吉良知彦   | K5         | カレッカ（ほなみ）                                       | 清浦夏実                                                           | 2020/12/10 | TVアニメ『狼と香辛料』 オープニングテーマ                 |
| 緋色の空               | 川田まみ                   | 中沢伴行   | 太田雄大   | メル（風間万裕子）                                       | 川田まみ                                                           | 2020/12/10 | TVアニメ『灼眼のシャナ』 前期オープニングテーマ           |
| SHOOT!                 | KOTOKO                     | 八木沼悟志 | 藤代佑太郎 | ジュシー（川上ひろみ） シホ（白砂沙帆） ヤオ（松下真緒） | RO-KYU-BU!                                                         | 2021/1/12  | TVアニメ『ロウきゅーぶ！』 オープニングテーマ             |
| とまどいビターチューン | くまのきよみ               | 渡辺剛     | 藤代佑太郎 | ラニ（森山由梨佳）                                       | 姫宮みらんと チョコレートロッカーズ （生天目仁美）                 | 2021/1/24  | TVアニメ『乃木坂春香の秘密』 オープニングテーマ           |
| オレンジ               | 渡邊亜希子                 | Funta3     | 藤代佑太郎 | ユウ（内山悠里菜） カレッカ（ほなみ） ラルム（久住 琳）  | 逢坂大河（釘宮理恵） 櫛枝実乃梨（堀江由衣） 川嶋亜美（喜多村英梨） | 2021/3/19  | TVアニメ『とらドラ！』 後期エンディングテーマ             |
| プレパレード           | 渡邊亜希子                 | 大久保薫   | BASSICK    | ユウ（内山悠里菜） カレッカ（ほなみ） ラルム（久住 琳）  | 逢坂大河（釘宮理恵） 櫛枝実乃梨（堀江由衣） 川嶋亜美（喜多村英梨） | 2021/3/19  | TVアニメ『とらドラ！』 前期オープニングテーマ             |
| only my railgun        | 八木沼悟志 yuki-ka         | 八木沼悟志 | 藤代佑太郎 | エクセリカ（二ノ宮ゆい）                                 | fripSide                                                           | 2021/4/23  | TVアニメ『とある科学の超電磁砲』 オープニングテーマ       |

### ボカロP楽曲
メインストーリー第1部第1章第6話で、主人公がすごく思い入れがあるという「とあるゲーム」の楽曲を召喚技術の実験で呼び出したことが明かされる。この「とあるゲーム」として推測されるのが先述した『エンゲージプリンセス〜眠れる姫君と夢の魔法使い〜』であり、このカテゴリの楽曲は全て同作のために書き下ろされたオリジナル楽曲からの流用である。「ライブ」内の楽曲紹介では「アイドルシンフォニアの練習曲として召喚された楽曲」という表示がされている。
なお、それ以外のいわゆる「ボカロP楽曲」は原曲・カバー楽曲ともに一切収録されていない。
| 曲名                    | 作詞             | 作曲             | 編曲             | 歌唱                                 | 実装日     |
| ----------------------- | ---------------- | ---------------- | ---------------- | ------------------------------------ | ---------- |
| ウサギメゾン            | koyori           | koyori           | koyori           | 雷鳴竜フルゴーラ（今野優月）         | 2020/12/10 |
| 湖畔のピルエット        | OSTER project    | OSTER project    | OSTER project    | 聖泉姫マーメイド（悠木碧）           | 2020/12/10 |
| レヴィアタン 命を導く者 | yanagi           | yanagi           | yanagi           | 海竜王レヴィアタン（安済知佳）       | 2020/12/10 |
| 眠れぬ森の遊女          | 梨本うい         | 梨本うい         | 梨本うい         | 森林女王ファウナ（斎藤千和）         | 2020/12/10 |
| Olive cage              | 新城P            | 新城P            | 新城P            | 守護者アテナ（黒沢ともよ）           | 2020/12/10 |
| VILLAIN                 | 鬱P              | 鬱P              | 鬱P              | 屍霊姫ネクロダンサー（加藤英美里）   | 2020/12/10 |
| 僕はボクサー            | buzzG            | buzzG            | buzzG            | 風女王ニンリル（相良茉優）           | 2020/12/10 |
| turn on the heat        | すこっぷ         | すこっぷ         | すこっぷ         | 大精霊フェニックス（駒形友梨）       | 2020/12/10 |
| 痺れの海                | キャプテンミライ | キャプテンミライ | キャプテンミライ | 世界蛇ヨルムンガンド（伊瀬茉莉也）   | 2020/12/10 |
| Gear Sphere             | EZFG             | EZFG             | EZFG             | 運命機デウスエクスマキナ（渋谷彩乃） | 2020/12/10 |
| イン・ブルーム          | ポリスピカデリー | ポリスピカデリー | ポリスピカデリー | 愛玩姫サキュバス（たかはし智秋）     | 2020/12/10 |
| もののあはれ            | doriko           | doriko           | doriko           | 桜花天コノハナサクヤ（南里侑香）     | 2020/12/10 |
| 21世紀の米騒動          | cosMo＠暴走P     | cosMo＠暴走P     | cosMo＠暴走P     | 獄炎姫イフリート（吉田仁美）         | 2020/12/10 |
| トリップマスカレイド    | かいりきベア     | かいりきベア     | かいりきベア     | 魔鏡妃ミラークイーン（白石晴香）     | 2020/12/10 |
| 紅狐ノ姫君              | トラボルタ       | トラボルタ       | トラボルタ       | 狐巫女ウカノミタマ（柚木涼香）       | 2020/12/10 |

## 関連商品

### CD／音源配信
アプリ配信直後の2020年12月23日に、初のCDアルバムとなる『おねがい、俺を現実に戻さないで！ シンフォニアステージ VOCAL COLLECTION 01』がKADOKAWAから発売された。『Our only answer』までのオリジナル楽曲のフルサイズ音源が収録されている。
『ひみつのショコラティエール』以降のオリジナル楽曲については、2021年5月11日～同年6月30日15時までの予定で、作品公式YouTubeチャンネルでフル音源が配信されている。